# Ashot II Bagratuni

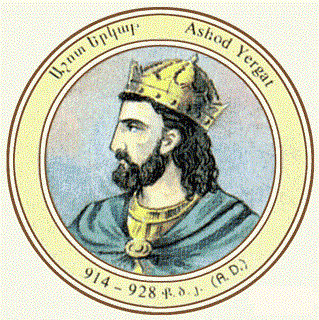
Ashot II

Ashot II Bagratuni (Armeens: Աշոտ Բ), de IJzeren, (ca. 890 - 928) was koning van Armenië.
Ashot volgde zijn vader Smbat de Martelaar op in 914. Hij moest echter vluchten voor Arabische invallen onder Yusuf ibn Abi'l Saj vanuit Atropatene. Keizer Constantijn VII Porphyrogennetos gaf hem militaire steun en zo kon Ashot het gezag over zijn koninkrijk heroveren. In 922 werd hij uiteindelijk ook door de kalief als koning erkend. Tijdens zijn bewind wist hij met veel succes een aantal opstanden en buitenlandse invallen het hoofd te bieden, waar hij zijn bijnaam door heeft gekregen.
Ashot trouwde in 917 met Maria van Kachum. Van hen zijn geen kinderen bekend, maar er zijn bronnen die stellen dat Ripsimia, de moeder van Samuel van Bulgarije, dochter van Ashot was.